# استیو اسختس
استیو اسختس (انگلیسی: Steve Schets؛ زادهٔ ۲۰ آوریل ۱۹۸۴) دوچرخه‌سوار اهل بلژیک است.
وی در مسابقات کشوری و بین‌المللی در مجموع برندهٔ ۱ مدال برنز شده‌است.